# تروریسم در آسیای مرکزی
تروریسم در آسیای مرکزی تا حد زیادی از خارج منطقهٔ آسیای مرکزی می‌آید. منبع بسیاری از تروریست‌ها و سازمان‌های تروریستی که در آسیای مرکزی فعالیت می‌کنند، به دلیل حضور سابق طالبان در افغانستان و دره فرغانه که ناشی از جنگ داخلی تاجیکستان است، افغانستان می‌باشد.

## چین
پس از آنکه مقامات چینی ابراز نگرانی کردند که «تروریست‌های بین‌المللی» از طریق سین کیانگ و آسیای مرکزی برای انجام حملات سفر می‌کنند، دولت‌های چین و قرقیزستان در ۱۱ ژانویه ۲۰۰۷، در طول مرزهای خود با یکدیگر و همچنین تاجیکستان امنیت خود را افزایش دادند. این هشدار پس از یک حمله گسترده در یک اردوگاه آموزشی در شهرستان آکتو، سین کیانگ تحت رهبری اعضای جنبش اسلامی شرق ترکستان انجام شد. ژنرال سدیر بیک دوبانایف، معاون رئیس نگهبانان مرزی قرقیزستان، گفت: "پس از اعلام این عملیات ویژه توسط چین، ما همه مقامات امنیتی در سمت قرقیزستان توجیه شدیم و پس از آن قرقیزستان و چین تصمیم به افزایش امنیت در امتداد مرزها گرفتند.

## شهادت در کنگره ایالات متحده
شهادت جونز:
الیزابت جونز، معاون وزیر امور خارجه ایالات متحده برای اروپا و اوراسیا، در روز ۲۹ اکتبر ۲۰۰۳، در مورد تهدید تروریسم در آسیای میانه در برابر کمیته فرعی مجلس نمایندگان ایالات متحده در خاورمیانه و آسیای مرکزی، شهادت داد. جونز گفت: بزرگترین تهدید به کشورهای آسیای مرکزی، جنبش اسلامی ازبکستان است که او از آن و حزب التحریر به عنوان یک سازمان تروریستی اسلامی یاد کرد که از حملات بر روی نیروهای آمریکایی در عراق راضی هستند. او گفت که علی‌رغم مرگ رهبر جنبش اسلامی ازبکستان، جوما نمنگانی، «این جنبش هنوز در منطقه فعال هستند - به ویژه در قرقیزستان، تاجیکستان، ازبکستان و قزاقستان - و بنا بر این، این یک تهدید جدی برای منطقه و برای منافع ما است.»
شهادت نگروپونته:
جان نگروپونته، مدیر اطلاعات ملی ایالات متحده، در برابر کمیته اطلاعات مجلس سنا در یک بررسی سالانه از تهدیدات امنیتی در ۱۱ شهادت ژانویه ۲۰۰۷ شهادت داد که "سرکوب، رکود در رهبری و فساد که بیانگر این رژیم‌ها [در آسیای مرکزی] زمینه مناسبی را برای توسعه احساسات و جنبش‌های افراطی اسلامی ایجاد کرده و اعتبار کشورهای آسیای مرکزی به عنوان شرکای انرژی و مبارزه با تروریسم را زیر علامت سؤال می‌برد.

## آموزش تروریستی در افغانستان و پاکستان
سرگئی لاوروف، وزیر امور خارجه روسیه در ۲۴ ژوئن ۲۰۰۵ گفت که اعضای طالبان، جنبش اسلامی ازبکستان، و دیگر سازمان‌های تروریستی برای انجام حملات در آسیای مرکزی و روسیه در پاکستان و افغانستان آموزش دیده‌اند. جلیل عباس جیلانی، سخنگوی وزارت امور خارجه پاکستان، انکار کرد که تروریست‌ها در پاکستان آموزش دیده‌اند، وی از قدردانی ایالات متحده برای حمایت دولت پاکستان در جنگ علیه تروریسم سخن گفت.

## همکاری منطقه ای
دولتهای روسیه، آذربایجان، قزاقستان، ترکمنستان و ایران در تاریخ ۱۴ ژوئیه ۲۰۰۵ در کنفرانس ضد تروریسم شرکت کردند و بر روی جلوگیری از حملات علیه خطوط لوله نفت و گاز طبیعی در دریای خزر متمرکز شدند. ولادیمیر پوتین، رئیس‌جمهور روسیه، در این کنفرانس حضور داشت.